# Silvio Narizzano
Silvio Narizzano fue un director de cine y televisión canadiense que ejerció su profesión en Reino Unido.
Es reconocido principalmente por haber dirigido Georgy Girl en 1966, película aclamada por la crítica y nominada en los Premios Oscar. Además, Narizzano dirigió varios dramas televisivos.
Obtuvo cuatro nominaciones en los Premios BAFTA, incluyendo el de Mejor Película Británica.

## Biografía
Nacido en Montreal en el seno de una familia de ascendencia italiana, Narizzano se educó en la Bishop's University de Quebec. Sus influencias cinematográficas incluyeron a Richard Lester, Tony Richardson , John Schlesinger y la Nueva Ola francesa. Inicialmente trabajó para Mountain Playhouse en Montreal y Canadian Broadcasting Corporation (CBC). Luego emigró al Reino Unido, donde dirigió varias series de televisión y su primera película, Hammer Horror 's Fanatic (1965).
La película más exitosa de Narizzano fue Georgy Girl (1966), que recibió cuatro nominaciones al Premio Oscar, así como una nominación al BAFTA a la Mejor Película Británica , y participó en el 16º Festival Internacional de Cine de Berlín.
Desde la década de 1960, Narizzano dividió su tiempo entre Londres y Mojácar , España. Sufrió de depresión recurrente en la edad adulta, que empeoró en la década de 1980 tras la muerte de un viejo amigo y colaborador, el guionista Win Wells.
Hacia el final de su vida, Narizzano fue remitido a una unidad psiquiátrica que formaba parte de un centro de hospitalización voluntaria para depresión y ansiedad complejas que brindaba apoyo práctico y emocional como parte del Hospital St. Pancras.

## Premios y distinciones
Festival Internacional de Cine de Berlín
| Año  | Categoría   | Galardonado         | Resultado |
| ---- | ----------- | ------------------- | --------- |
| 1966 | Premio OCIC | La soltera retozona | Ganador   |